# 선녀전설 세레스
《선녀전설 세레스》(妖しのセレス)는 일본의 만화가 와타세 유우의 만화와 이를 원작으로 한 애니메이션이다. 한국어판 만화의 제목은 《천녀전설 아야》이다. 만화는 전 14권, 애니메이션은 24화로 구성되어 있다. 애니메이션은 원제 그대로 애니원에서 방영된 바 있다.

## 줄거리
미카게 아야는 미카게 재단을 총괄하는 미카게 가문의 일원이며 부모와 쌍둥이 오빠인 아키와 함께 살고 있었으나, 16세 생일이 되던 날 본가로 불려가며 인생이 바뀌게 된다. 가문의 사람들이 모두 모인 가운데, 아야는 자신이 미카게 가문의 선조이며 일족의 재앙의 근원인 '천녀'의 힘을 가장 강하게 이어받은 환생체라는 것을 알게 된다. 그 자리에서 재앙을 겁낸 친족들에게 살해당할 뻔하나, 위기를 느낀 천녀의 피를 이은 여성인 아오기리 스즈미가 그녀를 구하게 된다. 스즈미와 그 의형제인 유우히와 함께 아오기리 댁에 머물게 된 그녀는, 결국 자신의 선조인 천녀 세레스로 각성하게 되는데…….

## 등장인물
미카게 아야(유나 벨몬드)(일본어: 御景 妖)
세레스(セレス)
토야(레온)(일본어: 十夜)
성우: 코니시 카츠유키(일)/김영선(한)
국내명은 "레온". 기억 상실 청년. 과거의 기억을 찾고 싶어서 미카게 집안을 위해 일한다. 사실 그의 정체는 세레스가 그토록 찾고 있는 마나가 낳은 인간. 바다에 버려진 마나가, 세레스에게 돌아가기 위해, 미생물부터 시작한 진화 단계를 받아 수천년에 걸쳐 만들어낸 숙주이다. 아기 상태로 무인도에 떠밀려 온 것을, 한 노인이 발견해 키우게 되었다. 이 때, 단 10일만에 성인으로 성장해서 이름이 토야(十夜)가 되었다. 출생부터가 아야(세레스)를 위해서였고, 아야와 만난 이후에도 그녀를 헌신적으로 사랑하게 되었다. 이후 미카게 아야랑 결혼하게 되고 딸인 미쿠를 얻는다.
아오기리 유우히(아론)(일본어: 梧 雄飛)
성우:이토 켄타로(일)/전광주(한)
아오기리 스즈미(마리아)(일본어: 梧 納涼)
성우:아사노 마유미(일)/윤미나(한)
오다 큐（(일본어: 小田 玖)
성우:쿠지라(일)/이명선(한)
쿠루마 치도리(제니)(일본어: 来間 千鳥)
성우:카와스미 아야코(일)/정현경(한)
10화에서 첫 등장한다. 아오기리 유우히를 짝사랑 중이며, 19화에서 그 대신 총을 맞아 사망한다.
츠카사 슈로(일본어: 司 珠呂)
성우:쿠사카 치하루

### 미카게 재벌
미카게 아키(유타 벨몬드)(일본어: 御景 明)
성우:치바 스스무(일)/강수진(한)
아야(애니원 방송명:유나)의 쌍둥이 오빠로, 상냥하며 아야를 아낀다. 그의 전생은 세레스에게서 날개옷을 빼앗은 '미카기'이다.
미카기(ミカギ)
성우:미키 신이치로(일)/박지훈(한)
미카게 카가미(쥬스트)(일본어: 御景 各臣)
성우:스기타 토모카즈(일)/이규화(한)

### 전위 부대(가디널)
알렉산더 O 하우엘(アレクサンダー・O・ハウエル)
성우:세키 토모카즈(일)/양석정(한)
웨이 페이리(偉飛麗(ウェイ フェイリー))
성우 - 토치카 코이치
류리크 레베세프(リューリク・レーベジエフ)
앗삼 버크티(アッサム・バクティ)
그라디스 스미슨(グラディス・スミソン)
성우 - 나가시마 유코

### C게노머
우라카와 유키(일본어: 浦川由貴)
성우 - 키무라 아키코
7화에서 첫 등장한다. 미카게 아야가 전학 온 아이세이 고교에 다니는 여고생으로, 천녀의 자손이다. 아이세이 고교의 하야마 선생과 연애 중이며, 그 사실을 동급생 미카게 아야에게 걸리며 그와 어울리게 된다. 사실 그 하야마 선생은 미카게 아야를 처리하기 위해 우라카와를 이용한 것 뿐이었으며, 우라카와가 아야를 처리하지 못하자 쓸모가 없다고 배신당하게 되어 하야마 선생을 끌어안으며 자멸한다
츠카사 케이(일본어: 司敬)
히로베 마야(일본어: 広部真矢)
사하라 미오리(세라)(일본어: 佐原美緒里)
성우 - 야지마 아키코/이명선(한)
15화에서 첫 등장한다. 미카게 아야의 사촌으로, 교통사고로 돌아가신 어머니가 사실 미카게 아야에게 살해당한 이유를 알고 그에게 복수를 시작한다. 복수에 실패하자 자살을 선택한다.

### 그 외의 인물
쿠루마 쇼타(일본어: 久間翔太)성우 - 아라키 카에
치도리의 남동생. 장래의 꿈을 파일럿.
신구지 타츠조(일본어: 神宮寺辰造)성우 - 이이 아츠시

### 소설 오리지널 캐릭터
신구지 마이(일본어: 神宮寺舞)
Episode of Tooya에 등장.
시엘(シエル)
Episode of Tooya에 등장.
또 하나의 신구지 마이.
마사토(일본어: 誠人)
Episode of Tooya에 등장.
마이의 소꿉친구.
아마쿠 미츠루(일본어: 天久満)
Episode of Shuro에 등장.
쿠시마 사라(일본어: 久島沙羅)
Episode of Aki에 등장.
미카게 미쿠(일본어: 御景未来)
Episode of Miku에 등장.
아야와 토야의 외동딸.
치도리(チドリ)
Episode of Miku에 등장.
시오리(シオリ)
Episode of Miku에 등장.
이름은 알렉이 좋아하는 게임부터.
미오리(ミオリ)
Episode of Miku에 등장.

## 같이 보기
- 날개옷 설화